# José Manuel Vicuña
José Manuel Vicuña (* 17. August 1972 in Copiapó, Chile) ist ein chilenischer Fotograf.
Seine Werke zeigt er in themenbezogenen Ausstellungen, zuletzt 2005 in Madrid unter dem Titel „Tempestades“ (Unwetter-Himmel) und 2007 in Berlin unter dem Titel „Túneles - mundo subterráneo“ (Tunnel - unterirdische Welt).
José Manuel Vicuña ist Sohn einer ausgewanderten französischen Animierdame und eines chilenischen Industriellen, der sich als Sponsor der lokalen Kunstszene betätigt.

## Leben
Schon im Kindesalter interessiert sich Vicuña für Fotografie und Malerei. Nach erfolglosen Versuchen mit Ölbildern konzentriert er sich auf die Fotografie. Er fotografiert zunächst Personen, Landschaften und Alltagsszenen in seinem Heimatland. Mit 17 Jahren bricht er die Schule ab und macht Reisen nach Europa und Asien, auf denen ihn stets seine Kamera begleitet. Mit 19 Jahren kehrt er zurück nach Chile und fängt eine Ausbildung in dem Betrieb seines Vaters an, bricht aber auch diese ab. Er macht Praktika bei verschiedenen Fotografen in Santiago de Chile und New York. Im Alter von 21 Jahren fängt er als Polizeifotograf in Santiago de Chile an, gerät aber mit dem Behördenapparat aneinander und kündigt. Danach fotografiert er für verschiedene lokale Tageszeitungen und Agenturen, bis er sich mit 24 als Kunstfotograf selbständig macht. Ausstellungen folgen in Chile, Argentinien, Brasilien und Mexiko, später auch in Europa.
Von 1998 bis 2003 ist er führendes Mitglied der chilenischen Fotografengruppe "Ojos de Chile" (Augen von Chile).

## Ausstellungen
- 2005: José Manuel Vicuña – Tempestades, Madrid
- 2007: José Manuel Vicuña – Túneles - mundo subterráneo, Berlin

## Bilder
Auswahl von Bildern der Ausstellung „Túneles - mundo subterráneo“ (mit freundlicher Genehmigung des Fotografen)

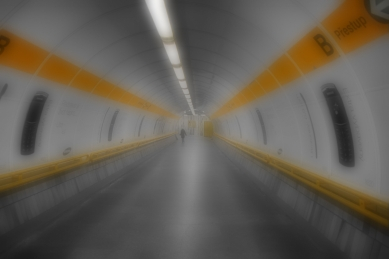
Túneles - mundo subterráneo 1 fotografiert von José Manuel Vicuña
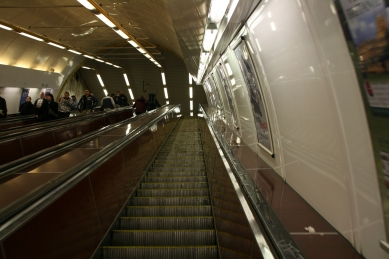
Túneles - mundo subterráneo 2 fotografiert von José Manuel Vicuña
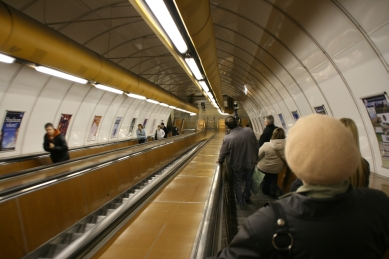
Túneles - mundo subterráneo 3 fotografiert von José Manuel Vicuña